# Zikula
PostNuke簡稱PN，是一个由PHP编写的内容管理系统。也是一個遵循GNU/GPL 協議的開放源代碼，它的特色是全球有許多自願開發者共同創作，使過去昂貴的網頁製作工具能免費獲得。

## 外部連結
https://ziku.la/ （页面存档备份，存于）